# Cavalcada de Reis d'Alcoi
La Cavalcada de Reis Mags d'Alcoi és la que se celebra el 5 de gener a la població alcoiana. És la més antiga de què es té constància, i és considerada festa d'interés turístic nacional.

## Història

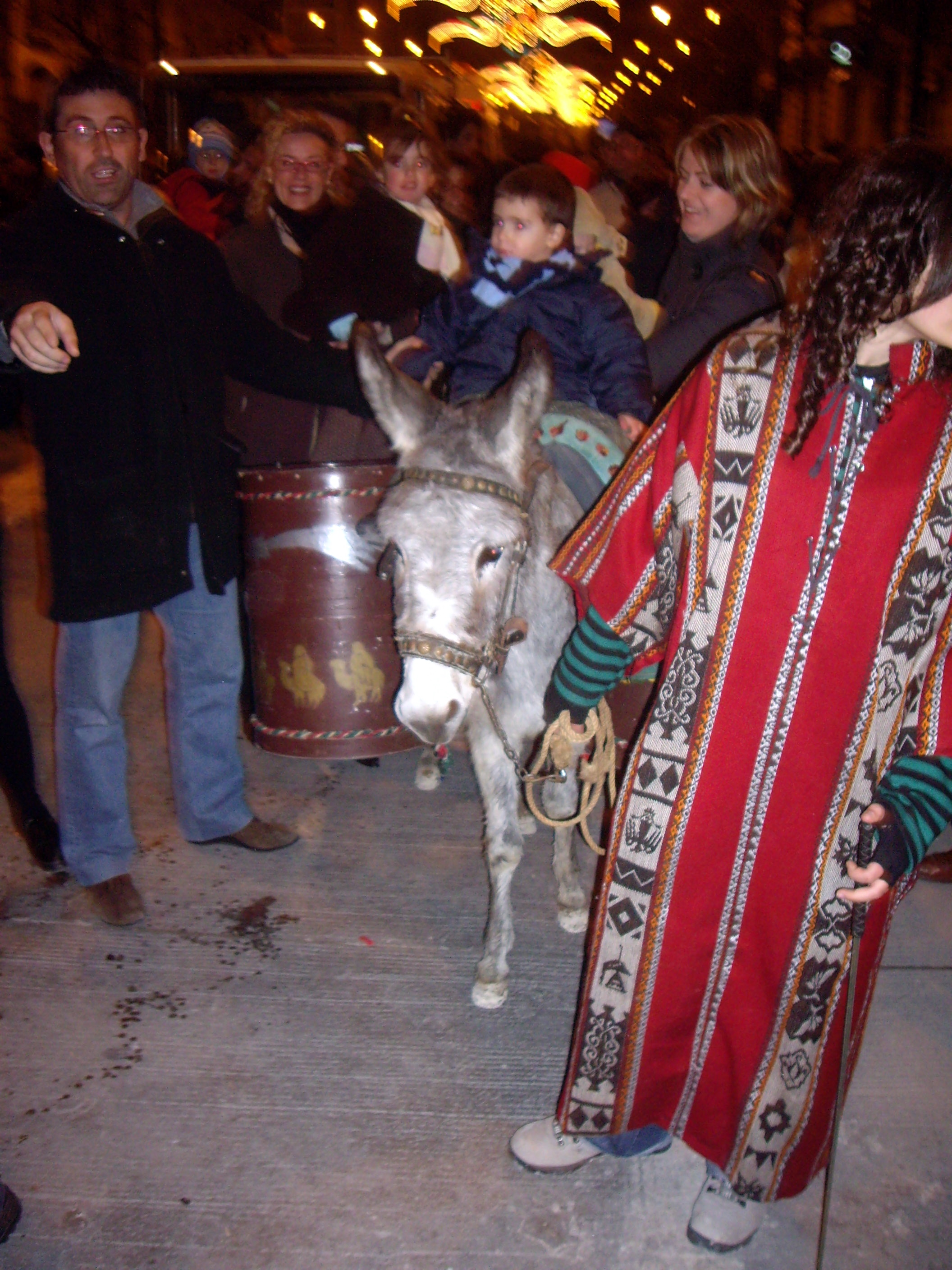
Les burretes. 4 de gener

La primera representació de la cavalcada està documentada en 1866.
L'arribada de les festes nadalenques s'anuncia amb el muntatge del Tirisiti. Este és un muntatge teatral amb titelles, el qual mescla elements del naixement de Jesús, l'arribada dels Reis Mags i la celebració de les festes de Moros i Cristians, tan característics de la ciutat d'Alcoi.
El 4 de gener, l'ambaixador reial anuncia amb el seu pregó l'arribada a la ciutat de Ses Majestats Melcior, Gaspar i Baltasar, vinguts d'Orient.
Els xiquets acudeixen per a escoltar-lo i depositen les cartes per als Reis en unes burretes, carregades amb bústies i tirades pels patges reials. Eixa nit, els Reis Mags llegiran totes les cartes dels xiquets per a portar-los els joguets l'endemà.
Des del 2017, s'ha inclòs entre els actes de Nadal d'Alcoi el campament reial, situat al Preventori i que pot ser visitat el matí de reis (5 de gener).
Finalment, el dia 5 de gener Ses Majestats recorren els carrers d'Alcoi a lloms de camells i acompanyats per tot el seu seguici reial: patges, "pastoretes", personatges del Tirisiti, etc. En la cavalcada participen més de mil alcoians i alcoianes. Els patges pugen a les cases per les façanes ajudats de llargues escales. Porten regals que repartixen entre tots els xiquets i xiquetes de la ciutat.
Este espectacle està acompanyat per melodies musicals escrites per a la cavalcada i interpretades per les tres bandes de la localitat: Corporació Musical Primitiva, Societat Música Nova i Unió Musical i diferents agrupacions com La Xafigà de Muro.
Quan els Reis Mags arriben a la plaça de la Bandeja, al centre de la ciutat, baixen dels camells i s'encaminen cap al Naixement. En el moment de l'adoració, Ses Majestats lliuren or, encens i mirra al xiquet Jesús. Tot açò acompanyat amb la interpretació del Messies de Händel.

## Horari
Comença a les 18.30 en la zona alta de la població. Part del recorregut coincideix amb el de les entrades mora i cristiana. Al voltant de les 20.00, els Reis Mags arriben a la plaça d'Espanya i fan l'adoració en el naixement vivent. Després es llança una traca i un castell de focs artificials. El recorregut acaba en el pont de Cervantes.

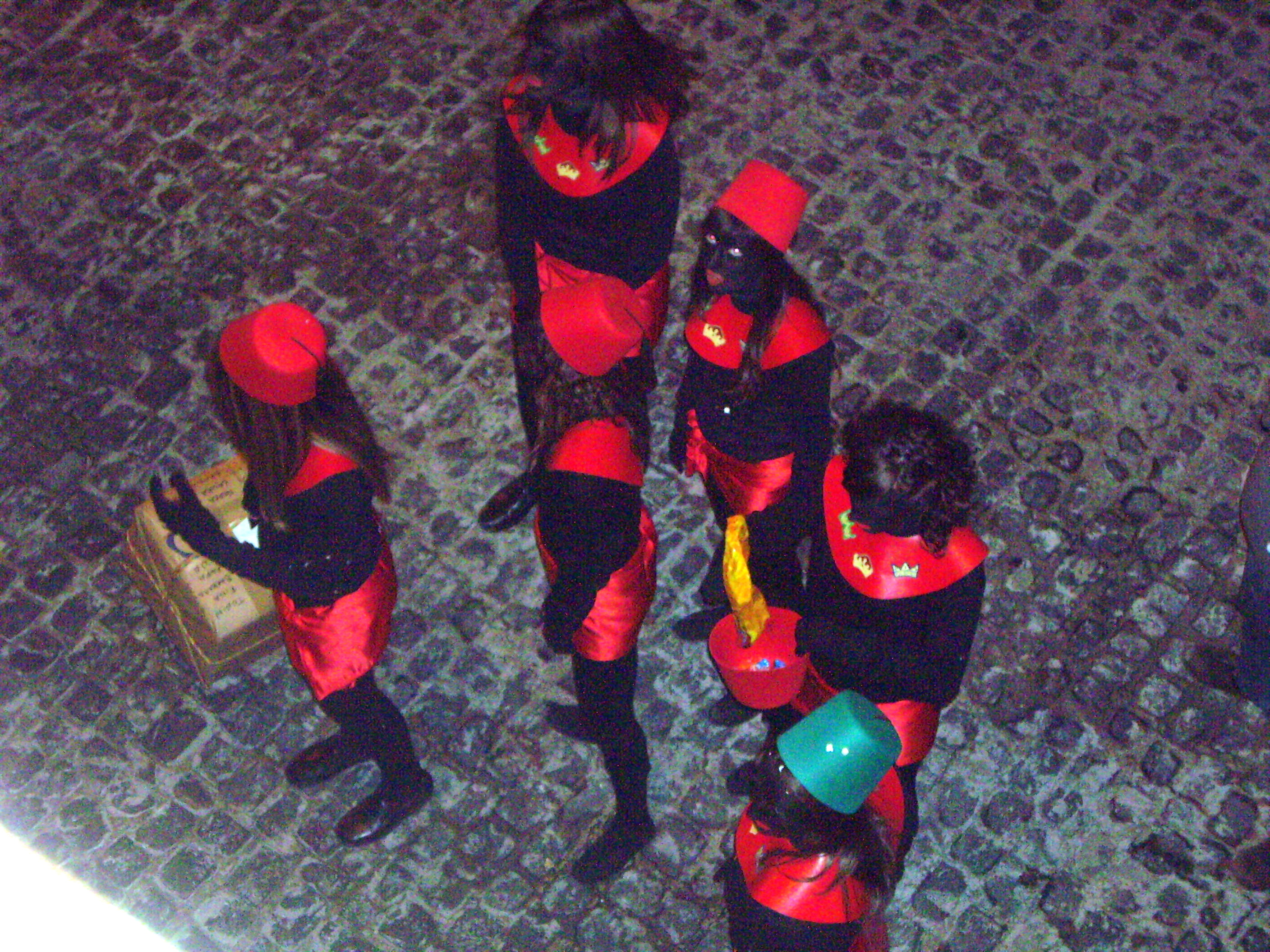
Il·lusió
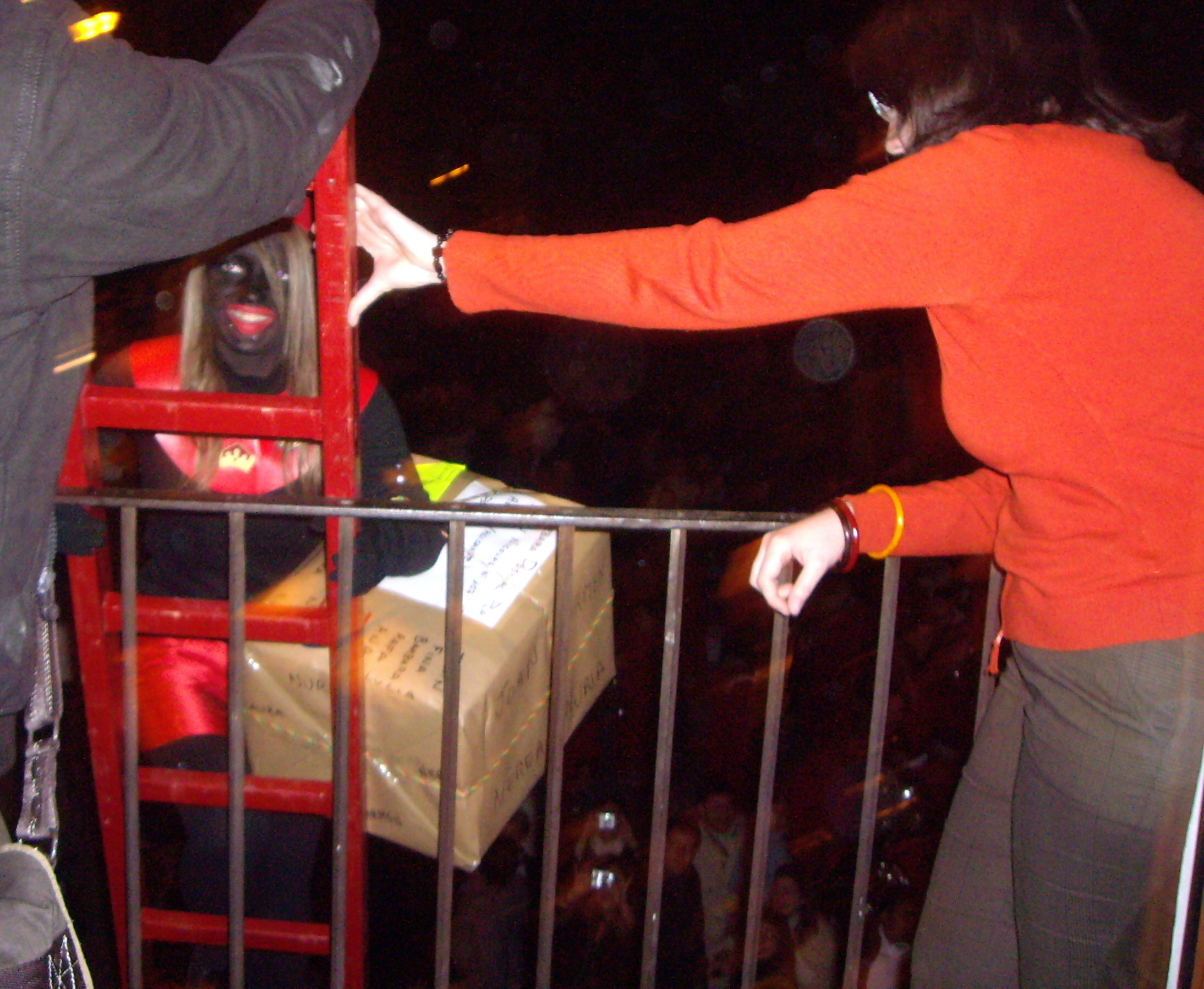
i desitjos
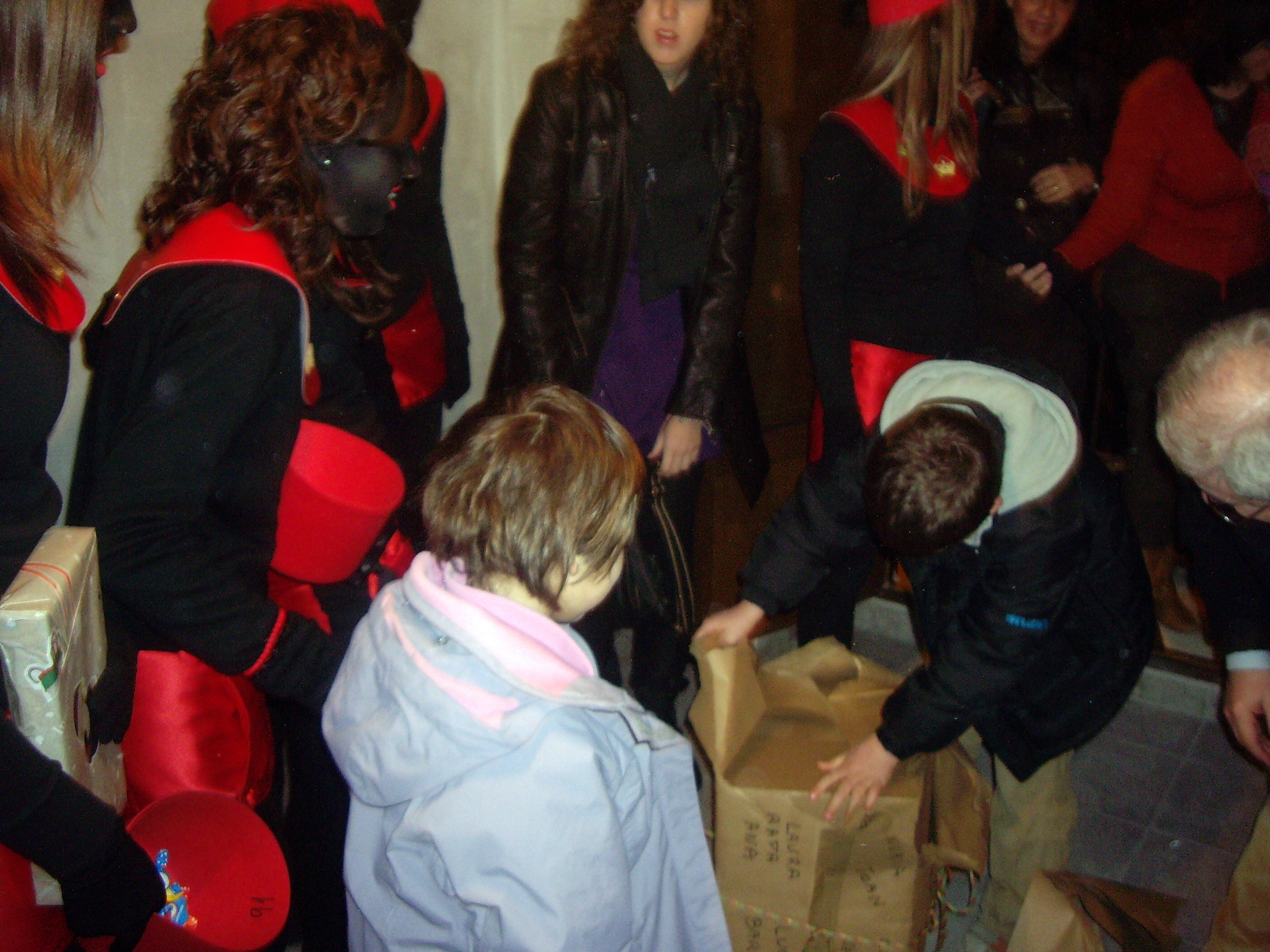
per una finestra

## Formació
Les persones que participen en la cavalcada són:
- Motoristes de la Policia Local
- Heralds de la ciutat, tabalers i trompeters
- Grup 'poble'. Ball
- Torxes i ambaixador
- Grup de danses
- Grup 'soc' (pastors, carros, músics)
- Carrossa
- Primer Rei: Melcior i seguici
- Segon Rei: Baltasar (que és el rei negre) i seguici
- Tercer Rei: Gaspar i seguici
- Patges negres de les escales
- Camions amb paquets
- Els mossos